# Sevlievo
Sevlievo (en búlgaro: Севлиево) es una ciudad de Bulgaria en la provincia de Gabrovo.

## Geografía
Se encuentra a una altitud de 203 m s. n. m. a 177 km de la capital nacional, Sofía.

## Demografía
Según estimación 2012 contaba con una población de 24 162 habitantes.
|         | 2004   | 2005   | 2006   | 2007   | 2008   | 2009   | 2010   |
| Mujeres | 12 594 | 12 515 | 12 528 | 12 417 | 12 389 | 12 263 | 12 222 |
| Varones | 11 986 | 11 933 | 11 886 | 11 841 | 11 852 | 11 802 | 11 686 |
| Total   | 24 580 | 24 448 | 24 414 | 24 528 | 24 241 | 24 065 | 23 908 |